# Амиодарон
Амиодарон — лекарственное средство, обладающее преимущественно антиаритмическим действием.

## История
Русский физиолог Глеб фон Анреп во время работы в Каире впервые заметил кардиоактивные свойства молекулы-предшественника Амиодарона, келлина. Келлин – это растительный экстракт растения Khella или Ammi visnaga, распространенного в Северной Африке. Анреп заметил, что у одного из его техников после приема келлина исчезли симптомы стенокардии, хотя раньше средство использовали для лечения различных несердечных недугов. Это наблюдение привело к тому, что представители европейской фармацевтической промышленности начинают объединять усилия с целью изолировать активное соединение. Амиодарон был первоначально синтезирован в 1961 году в компании Лабаз, Бельгия, химиками Тондюром и Биномом, которые занимались разработкой препаратов на основе келлина.

## Фармакологическое действие
Антиаритмический препарат III класса (ингибитор реполяризации). Обладает также антиангинальным, коронародилатирующим, альфа- и бета-адреноблокирующим и гипотензивным действием. Антиангинальный эффект обусловлен коронарорасширяющим и антиадренергическим действием, уменьшением потребности миокарда в кислороде. Оказывает тормозящее влияние на альфа- и бета-адренорецепторы сердечно-сосудистой системы (без полной их блокады). Уменьшает чувствительность к гиперстимуляции симпатической нервной системы, тонус коронарных сосудов; увеличивает коронарный кровоток; урежает частоту сердечных сокращений; повышает энергетические резервы миокарда (за счёт увеличения содержания креатинсульфата, аденозина и гликогена). Снижает ОПСС и системное артериальное давление (при внутривенном введении). Антиаритмическое действие обусловлено влиянием на электрофизиологические процессы в миокарде; удлиняет потенциал действия кардиомиоцитов, увеличивая эффективный рефрактерный период предсердий, желудочков, AV узла, пучка Гиса и волокон Пуркинье, добавочных путей проведения возбуждения. Блокируя инактивированные «быстрые» натриевые каналы, оказывает эффекты, характерные для антиаритмических лекарственных средств I класса. Тормозит медленную (диастолическую) деполяризацию мембраны клеток синусового узла, вызывая брадикардию, угнетает AV проведение (эффект антиаритмиков IV класса). По своей структуре подобен тиреоидным гормонам. Содержание йода составляет около 37 % его молекулярной массы. Влияет на обмен тиреоидных гормонов, подавляет превращение Т4 в Т3 (блокада тироксин-5-дейодиназы) и блокирует захват этих гормонов кардиоцитами и гепатоцитами, что приводит к ослаблению стимулирующего влияния тиреоидных гормонов на миокард. Начало действия (даже при использовании «нагрузочных» доз) — от 2-3 дней до 2-3 мес, длительность действия варьирует от нескольких недель до месяцев (определяется в плазме на протяжении 9 месяцев после прекращения его приема).
Исследования также показали, что амиодарон может действовать как аллостерический модулятор м-холинорецепторов.

## Фармакокинетика
Абсорбция медленная и вариабельная — 30-50 %, биодоступность — 30-50 %. TCmax — 3-7 ч. Диапазон терапевтической плазменной концентрации — 1-2.5 мг/л (но при определении дозы необходимо иметь в виду и клиническую картину). Объём распределения — 60 л, что свидетельствует об интенсивном распределении в ткани. Обладает высокой жирорастворимостью, в высоких концентрациях находится в жировой ткани и органах с хорошим кровоснабжением (концентрация в жировой ткани, печени, почках, миокарде выше, чем в плазме соответственно в 300, 200, 50 и 34 раза). Особенности фармакокинетики амиодарона обусловливают необходимость применения препарата в высоких нагрузочных дозах. Проникает через гематоэнцефалический барьер и плаценту (10-50 %), секретируется с грудным молоком (25 % дозы, полученной матерью). Связь с белками плазмы — 95 % (62 % — с альбумином, 33,5 % — с бета-липопротеинами). Метаболизируется в печени. Основной метаболит — дезэтиламиодарон фармакологически активен и может усиливать антиаритмический эффект основного соединения. Возможно, метаболизируется также путём дейодирования (при дозе 300 мг выделяется примерно 9 мг элементарного йода). При продолжительном лечении концентрации йода могут достигать 60-80 % концентрации амиодарона. Является ингибитором изоферментов CYP2C9, CYP2D6 и CYP3A4, CYP3A5, CYP3A7 в печени. Учитывая способность к кумуляции и связанную с этим большую вариабельность фармакокинетических параметров, данные по T1/2 противоречивы. Выведение амиодарона после перорального приема осуществляется в 2 фазы: начальный период — 4-21 ч, во второй фазе T1/2 — 25-110 дней. После продолжительного перорального приема средний T1/2 — 40 дней (это имеет важное значение при выборе дозы, так как, возможно, необходим по крайней мере 1 месяц для стабилизации новой плазменной концентрации, в то время как полное выведение может продлиться более 4 мес). После внутривенного введения амиодарона выведение его имеет 2 фазы: начальный T1/2 — 8 мин, во 2 фазе — 4-10 дней. Конечный T1/2 дезэтиламиодарона — в среднем 61 день. Выводится с желчью (85-95 %), почками выводится менее 1 % принятой внутрь дозы (поэтому при нарушенной функции почек нет необходимости в изменении дозировки). Амиодарон и его метаболиты не подвергаются диализу.

## Показания
Лечение и профилактика пароксизмальных нарушений ритма: угрожающие жизни желудочковые аритмии (в том числе желудочковая тахикардия), профилактика фибрилляции желудочков (в том числе после кардиоверсии), суправентрикулярные аритмии (как правило, при неэффективности или невозможности др. терапии, особенно связанные с WPW-синдромом), в том числе пароксизм мерцания и трепетания предсердий; предсердная и желудочковая экстрасистолия; аритмии на фоне коронарной недостаточности или хронической сердечной недостаточности, парасистолия, желудочковые аритмии у больных с миокардитом Шагаса; стенокардия.

## Противопоказания
Гиперчувствительность (в том числе к йоду), СССУ, синусовая брадикардия, SA блокада, AV блокада II—III ст. (без использования кардиостимулятора), кардиогенный шок, гипокалиемия, коллапс, артериальная гипотензия, гипотиреоз, тиреотоксикоз, интерстициальные болезни легких, прием ингибиторов МАО, беременность, период лактации.

### C осторожностью
Хроническая сердечная недостаточность, печеночная недостаточность, бронхиальная астма, беременность, пожилой возраст (высокий риск развития тяжелой брадикардии), возраст до 18 лет (эффективность и безопасность применения не установлены).

## Режим дозирования
Для купирования острых нарушений ритма вводят внутривенно из расчёта 5 мг/кг, у больных с хронической сердечной недостаточностью — 2.5 мг/кг. Кратковременные инфузии проводят в течение 10-20 мин в 40 мл 5 % раствора декстрозы; при необходимости — повторная инфузия через 24 ч. При длительных инфузиях — 0.6-1.2 г/сут в 0.5-1 л 5 % раствора декстрозы из расчёта 150 мг на 250 мл раствора (с другими лекарственными средствами в растворе несовместим). Внутрь (до еды) — 0.6-0.8 г в 2-3 приема, через 5-15 дней дозу уменьшают до 0.3-0.4 г/сут, затем переходят на поддерживающую терапию по 0.2-0.3 г/сут в 1-2 приема. Во избежание кумуляции принимают в течение 5 дней, затем делают перерыв на 2 дня. Возможен также прием на протяжении 3 нед в месяц с недельным перерывом. При стенокардии: внутрь, в начальной дозе 0.2 г 2-3 раза в сутки (во время или после еды, не разжевывая, с небольшим количеством жидкости), через 8-15 дней уменьшают до 0.2 г/сут. Для взрослых: средняя терапевтическая разовая доза — 0.2 г, средняя терапевтическая суточная доза — 0.4 г, максимальная разовая доза — 0.4 г, максимальная суточная доза — до 1.2 г. Детям: начальная суточная доза 8-10 мг/кг или 0.8 г на 1.72 м²/сут в течение 8-15 дней с последующим переходом на поддерживающую терапию — 2.5 мг/кг или 0.2 г на 1.72 м²/сут.

## Побочные эффекты

### Со стороны нервной системы
Головная боль, слабость, головокружение, депрессия, ощущение усталости, парестезии, слуховые галлюцинации, при длительном применении — периферическая невропатия, тремор, нарушение памяти, сна, экстрапирамидные проявления, атаксия, неврит зрительного нерва, при парентеральном применении — внутричерепная гипертензия.

### Со стороны органов чувств
Увеит, отложение липофусцина в эпителии роговицы (если отложения значительные и частично заполняют зрачок — жалобы на светящиеся точки или пелену перед глазами при ярком свете), микроотслойка сетчатки.

### Со стороны сердечно-сосудистой системы
Синусовая брадикардия (рефрактерная к м-холиноблокаторам), AV блокада, при длительном применении — прогрессирование хронической сердечной недостаточности, тахикардия типа «пируэт», усиление существующей аритмии или её возникновение, при парентеральном применении — снижение артериального давления.

### Со стороны обмена веществ
Повышение уровня Т4 при нормальном или незначительно сниженном уровне Т3, гипотиреоз, тиреотоксикоз (требуется отмена препарата).

### Со стороны дыхательной системы
При длительном применении — кашель, одышка, интерстициальная пневмония или альвеолит, фиброз легких, плеврит, при парентеральном применении — бронхоспазм, апноэ (у больных с тяжелой дыхательной недостаточностью).

### Со стороны пищеварительной системы
Тошнота, рвота, снижение аппетита, притупление или потеря вкусовых ощущений, ощущение тяжести в эпигастрии, боль в животе, запоры, метеоризм, диарея, редко — повышение активности «печеночных» трансаминаз, при длительном применении — токсический гепатит, холестаз, желтуха, цирроз печени.

### Лабораторные показатели
При длительном применении — тромбоцитопения, гемолитическая и апластическая анемия.

### Аллергические реакции
Кожная сыпь, эксфолиативный дерматит.

### Местные реакции
При парентеральном применении — флебит.

### Прочие
Миопатия, эпидидимит, снижение потенции, алопеция, васкулит, фотосенсибилизация (гиперемия кожи, слабая пигментация открытых участков кожи), свинцово-синяя или голубоватая пигментация кожи, при парентеральном применении — жар, повышенное потоотделение.

### Передозировка

#### Симптомы
Брадикардия, AV блокада, снижение артериального давления.

#### Лечение
Промывание желудка, назначение колестирамина; при брадикардии — бета-адреностимуляторов или установка кардиостимулятора; при тахикардии типа «пируэт» — внутривенное введение солей Mg2+, кардиостимуляция. Гемодиализ неэффективен.

## Особые указания
Перед началом терапии необходимо провести рентгенологическое исследование легких, оценить функцию щитовидной железы (концентрация гормонов), печени (активность трансаминаз) и концентрацию электролитов плазмы. В период лечения периодически проводят анализ электрокардиограммы (ширина комплекса QRS и длительность интервала Q-T), трансаминаз (при повышении в 3 раза или удвоении в случае исходно повышенной их активности дозу уменьшают, вплоть до полного прекращения терапии). Рекомендуется ежегодное рентгенологическое исследование легких, 1 раз в полгода — исследование функции внешнего дыхания, содержание Т3 и Т4. При отсутствии клинических признаков дисфункции щитовидной железы лечение прекращать не следует. Для профилактики развития фотосенсибилизации рекомендуется избегать пребывания на солнце или пользоваться специальными солнцезащитными кремами. Необходимо периодическое наблюдение окулиста (выявление значительных отложений в роговице либо развитие нарушений зрения требует отмены амиодарона). При отмене возможны рецидивы нарушений ритма. Парентеральное введение проводится только в стационаре под контролем артериального давления, частоты сердечных сокращений, электрокардиограммы. Применение при беременности и лактации возможно только при угрожающих жизни нарушениях ритма при неэффективности др. антиаритмической терапии (вызывает у новорожденных гипотиреоз, зоб, брадикардию и задержку умственного развития). Безопасность и эффективность применения у детей не определены, начало и продолжительность эффекта у них могут быть меньше, чем у взрослых. После отмены фармакодинамический эффект сохраняется в течение 10-30 дней. Содержит йод (в 200 мг — 75 мг йода), поэтому может оказывать влияние на результаты тестов накопления радиоактивного йода в щитовидной железе. При проведении хирургических вмешательств поставить в известность анестезиолога о приеме препарата (возможность развития острого респираторного дистресс-синдрома у взрослых непосредственно после хирургического вмешательства). В период лечения необходимо соблюдать осторожность при вождении автотранспорта и занятии др. потенциально опасными видами деятельности, требующими повышенной концентрации внимания и быстроты психомоторных реакций.

## Взаимодействие
Повышает концентрацию в плазме хинидина, прокаинамида, флекаинида, фенитоина, циклоспорина, дигоксина (при совместном применении рекомендуется снижение дозы дигоксина на 25-50 % и контроль его плазменных концентраций). Усиливает эффекты антикоагулянтов непрямого действия — варфарина и аценокумарола (взаимодействие на уровне микросомального окисления). В этих случаях дозу варфарина следует уменьшить до 66 %, а аценокумарола — до 50 % и контролировать протромбиновое время. Антиаритмические ЛС Ia класса, фенотиазины, трициклические антидепрессанты, «петлевые» диуретики, тиазиды, фенотиазины, астемизол, терфенадин, соталол, слабительные, ГКС для системного применения, тетракозактид, пентамидин, амфотерицин В для внутривенного введения — риск развития аритмогенного действия (удлинение интервала Q-T, полиморфная желудочковая тахикардия, предрасположенность к синусовой брадикардии, блокаде синусового узла или AV блокаде). Бета-адреноблокаторы, верапамил и сердечные гликозиды повышают риск развития брадикардии и угнетения AV проводимости. Общая анестезия (средства для ингаляционной анестезии), оксигенотерапия — риск возникновения брадикардии (резистентной к атропину), выраженного снижения артериального давления, нарушения проводимости, снижения МОК. Лекарственные средства, вызывающие фотосенсибилизацию, оказывают аддитивное фотосенсибилизирующее действие. Амиодарон может подавлять поглощение щитовидной железой иодида натрия (131I, 123I) и пертехнетата натрия (99mTc); препараты Li+ повышает риск развития гипотиреоза. Колестирамин уменьшает всасывание, а циметидин увеличивает T1/2 и концентрацию амиодарона в плазме. Повышает риск развития дозозависимых побочных эффектов симвастатина (в том числе миопатии, рабдомиолиза); доза симвастатина не должна превышать 20 мг/сут. Если при такой дозе симвастатина не удается достигнуть терапевтического эффекта, следует перейти на другой статин, не вступающий во взаимодействия с амиодароном. Ингибиторы ВИЧ-протеазы (в том числе индинавир) повышает концентрацию амиодарона. Грейпфрутовый сок повышает AUC и Cmax амиодарона на 50 % и 84 % соответственно. Рифампицин снижает концентрацию амиодарона и дезэтиламиодарона. Фентанил — риск развития брадикардии, снижения артериального давления и сердечного выброса. Лидокаин для локальной местной анестезии и амиодарон перорально — риск развития синусовой брадикардии, парентерально — риск развития судорог (повышение концентрации лидокаина). Дизопирамид, фторхинолоны, макролидные антибиотики, азолы — риск удлинения интервала Q-T.